# دارانی سفلی
دارانی سفلی، روستایی از توابع بخش مرکزی شهرستان تویسرکان در استان همدان ایران است.

## جمعیت
این روستا در دهستان حیقوق نبی قرار دارد و براساس سرشماری مرکز آمار ایران در سال ۱۳۹۵، جمعیت آن ۴۳۰ نفر (۱۴۶ خانوار) بوده‌است. تحقیقات نشان می‌دهد که این روستا با مشکلاتی نظیر کمبود آب ازبین رفتن بافت‌های پیوندی و در حملهٔ مغول کانفریم شده‌است. در نتیجه جمعیت این روستا در د یک روستای متوسط جمعیت است.
از جمله خانوادگانی که در این روستا زندگی می‌کنن می‌توان به خاندان‌های گلیارانی، عبدالمالکی، عبدالملکی، گمار و کزازی اشاره کرد.